# Code: Breaker
Code:Breaker (コード：ブレイカー, Kōdo:Burēkā) est un shōnen manga écrit et dessiné par Akimine Kamijyo. Il est prépublié entre juin 2008 et juillet 2013 dans le magazine Weekly Shōnen Magazine de Kōdansha, et est compilé en un total de vingt-six tomes. La version française est éditée en intégralité par Pika Édition.
Une série télévisée d'animation produite par Kinema Citrus est diffusée entre le 6 octobre 2012 et le 22 décembre 2012 au Japon.

## Synopsis
Sakura Sakurakôji, jeune lycéenne experte en arts martiaux et dotée d'un très fort sens de la justice malgré ses airs de poupée inoffensive, est témoin d’une scène de meurtre. Elle voit un garçon de son âge consumer des gens à l'aide d'une mystérieuse flamme bleue. Elle se rend sur la scène du crime le lendemain, mais, sur place, aucun indice, aucun corps, prouvant qu’il y a eu un meurtre. Sakura a-t-elle rêvé ?
Le lendemain, au lycée, un nouvel étudiant fait son apparition : Rei Ôgami. Il s’agit du meurtrier aux flammes bleues ! Ôgami est membre de l'Eden, une organisation gouvernementale agissant dans l'ombre dont le but apparent est de faire respecter l'ordre et la justice. Pour ce faire, elle donne à ses membres, les Code:Breakers, le droit d'outrepasser les lois. En revanche, elle leur retire leur identité et les Code:Breakers deviennent "ceux qui n'existent pas", ne craignant rien aux yeux de la justice et munis de pouvoirs à double tranchant...
Malgré ceci, Ôgami a tout de même rejoint et obéi à l'Eden, anéantissant le mal par le mal au nom de la justice.
Sakura ne l'acceptera pas et tentera alors de faire valoir sa vision de la justice auprès d'Ôgami. Elle l'accompagnera dans ses missions, souvent périlleuses, verra de ses propres yeux les exécutions et, en parallèle, rencontrera d'autres Code:Breakers et apprendra des faits surprenants...

## Personnages

### Personnages principaux
Rei Ôgami (大神 零, Ōgami Rei)
Le héros de ce manga. Il porte en permanence un gant noir qu'il enlève seulement lorsqu'il utilise son pouvoir. D'apparence taciturne et banal, il n'en reste pas moins puissant et habitué des situations mortelles. C'est le Code:Breaker Code:06, il peut faire apparaître des flammes bleues qui consument tout ce qu'elles touchent. Il semblerait toutefois que son véritable potentiel soit scellé à l'aide d'un anneau qu'il porte en permanence dissimulé sous son gant noir. Il a été élevé par son grand frère « Sagashimono » après la mort de ses parents. Celui-ci en a fait un véritable petit soldat inhumain et sans émotion entraîné pour tuer. Il lui a également donné le gant noir. Considérant Sakura juste comme un sujet d'étude au début, il en viendra à éprouver des sentiments plus compliqués à son encontre au fil du temps. Il paraît plus humain depuis qu'il l'a rencontré.
Sakura Sakurakôji (桜小路 桜, Sakurakōji Sakura)
C'est l'un des personnages principaux de l'histoire. Elle a été adoptée quand elle avait cinq ans par de lointains parents de sa mère biologique qui se révéleront être à la tête d'une organisation yakuza très puissante et est en réalité la fille du président (dont on ignore encore l'identité) qui est une espèce rare, tout comme elle, et de Sakurako Sakurakôji l'une des quatre fondateurs d'Eden. Elle connaissait Ôgami avant d'être adoptée mais a perdu la mémoire. Son habileté en tant qu'espèce rare est d'annuler les pouvoirs des autres utilisateurs de pouvoir. On pensait qu'elle était la seule avec le président à posséder ce pouvoir mystérieux, mais d'autres espèces rares surnommés les « Anges » ou « Angels » apparaîtront par la suite (chapitre 170). Elle subit elle aussi les effets du Lost (perte de pouvoir) et rétrécit jusqu'à atteindre la taille d'une poupée. Son Lost est d'une durée illimitée et elle a besoin du sérum du président pour revenir à sa taille normale. Elle mesure 1,63 m. Elle tombera amoureuse d'Ôgami au fil des volumes.

### Code:Breakers ou Code:Numbers
Soldats d'Eden, ils en viennent à oublier leur existence au nom de la justice d'Eden. Ils sont numérotés de 1 à 6 par ordre de puissance.
En réalité, ils s'avéreront avoir chacun un but, caché derrière leur appartenance à Eden, qu'ils ne peuvent réaliser que de cette manière.
Chacun d'entre eux possède un pouvoir dont nous ignorons encore la provenance, pouvoir à double tranchant qui les amène à disparaître. Ils ont chacun une devise différente commençant par « Œil pour œil, dent pour dent ».
Code:Breaker 01, Rei Ôgami (大神 零, Ōgami Rei)
Dans l'épilogue du manga, Rei est passé Code:01 à la suite de sa maîtrise des flammes du purgatoire.
Code:Breaker 02, Masaomi Heike (平家 将臣, Heike Masaomi)
Il maitrise la lumière, ce qui lui permet de se déplacer à la vitesse de la lumière, créer des illusions, faire apparaître des armes de lumières ou encore décrypter des informations numériques. À chaque fois qu'il subit son Lost, il se débrouille pour porter une armure et de ce fait, on ignore comment le Lost l'affecte. Il mesure 1,80 m.
Il a environ 100 ans et ne peut pas vieillir. Lors de l'époque Meiji, il était soldat dans l'armée impériale et a participé à la « purge » des utilisateurs de pouvoirs. C'est à ce moment qu'il a rencontré l'Emperor et est devenu l'un des cinq fondateurs d'Eden. Il ne quitte jamais son uniforme, qui a été modifié pour pouvoir contenir son pouvoir, et a toujours un livre érotique avec lui. Sa devise est : « Œil pour œil, dent pour dent et contention éternelle pour mal ».
Code:Breaker 03, Yuki Tenpôin (天宝院 遊騎, Tenpōin Yūki)
Président de l'entreprise Tenpôin, plus grosse entreprise de jouet du Japon, Yuki a rejoint les Code:Breaker pour qu'Eden maintienne en vie son ami Makoto. Il mesure 1,65 m.
Yuki est un surdoué qui est sorti diplômé de l'université de Cambridge à seulement 12 ans. Son pouvoir est le son, ce qui lui permet de courir à la vitesse du son, d'identifier n'importe quel son et d'entendre les ultrasons. Le son est aussi une arme redoutable. D'ordinaire insouciant et joyeux, il lui arrive parfois de changer complètement de personnalité et de devenir hargneux et sadique. Il a les cheveux rouges et adore « Nyanmaru » une peluche ressemblant vaguement à un chat. Coïncidence ou non, son Lost se manifeste par une transformation en chat rouge. Dans son enfance il était ami avec Shiguré, un des Re:Codes, et avec Makoto, qui fut gravement blessé par la faute de Yuki en le protégeant dans un accident. Depuis, Yuki cherche à le guérir. Il découvrira par la suite qu'il est considéré comme « le fruit de l'arbre défendu » par Eden. Sa devise est : « œil pour œil, dent pour dent et un requiem de rage pour le mal ».
Code:Breaker 04, Toki Fujiwara (藤原 刻, Fujiwara Toki)
Il a la capacité d'utiliser les champs magnétiques, et donc de contrôler l'acier. Il est devenu le Code:Breaker 04 dans le but d’acquérir la puissance nécessaire pour venger sa sœur. Pendant une partie du manga, Toki croit tenir ses pouvoirs de sa sœur. Il est en fait le « Joker d'Eden », ses véritables pouvoirs ayant été scellés dans la boîte de Pandore par son père et dirigeant d'Eden, le premier ministre Fujiwara. Ce dernier rendra ses pouvoirs à Toki en exigeant de lui de ramener le bras de l'Emperor. Sa devise est : « Œil pour œil, dent pour dent et pour le mal, le marteau de la justice ! ». Les effets de son Lost font rajeunir son corps, mais il garde la mentalité de son âge véritable. Il utilise deux pistolets lorsqu'il est en Lost, il a quatre-vingts dixièmes d'acuité visuelle à son œil gauche et douze dixièmes à son œil droit, ce qui fait de lui un tireur d'élite. Il mesure 1,70 m et a des yeux vairons (de couleur différente).
Ex Code:Breaker 05, Rui Hachiôji (八王子 泪, Hachiōji Rui)
Au début prise pour un garçon, la « princesse Ruirui » comme elle est surnommée par ses collègues, est d'une nature très timide, c'est une tsundere avec un fort instinct maternel. Autrefois membre des Re:Codes, elle les a quittés car « Sagashimono » lui avait demandé de veiller sur son frère, Ôgami. Son pouvoir est les ombres et si celui-ci prend le dessus son « Dark Side » apparaît et elle devient très puissante mais incapable de commander son corps. Son Lost la transforme en sirène.
Quand elle avait une dizaine d'années, sa famille s'est fait tuer par Ogami dans un accident de voiture mais il sera révélé plus tard dans le manga que c'est Kagero alias Mishiru qui a provoqué l'accident, cependant son petit frère a survécu, et se révèle être un Code:Name rancunier envers sa sœur qu'il accuse de l'avoir abandonné. Sa devise est : « Œil pour œil, dent pour dent et portrait funéraire du châtiment pour le mal ! ».
Elle contrôle l'ombre. Sa capacité lui permet de manipuler son ombre pour défendre ou pour attaquer par tranchage (les dommages causés à l'ombre deviennent réels). Elle peut attaquer tout ce qui a une ombre et peut se protéger avec un espace noir qui est fait de l'ombre. Elle fait une grande faux de l'ombre quand elle attaque. L'Anime a beaucoup élargi ses capacités (ainsi que celle de Saechika)
Ex Code:Breaker 06, Rei Ôgami (大神 零, Ōgami Rei)
Personnage principal du manga, son pouvoir spécial lui permet de contrôler une flamme bleue capable de tout désintégrer, pouvoir qu'il acquit par la greffe du bras du Code:Emperor. Sa flamme bleue originale se nomme Satan Blaze et représente le péché de la colère. Au cours de l'histoire il obtient le contrôle de 5 des 6 autres flammes des démons de l'enfer : Belphégor (la paresse), Mammon (la cupidité), Beelzébuth (la gourmandise), Léviathan (l'envie) et Asmodeus (le désir). La dernière flamme, Lucifer (l'orgueil), ne reste en sa possession que très peu de temps.
Derrière une apparente volonté de détruire le mal jusqu'à la dernière seconde, on apprendra après qu'il est à la recherche de « Sagashimono » qui se révélera être son frère.
Contrairement aux autres qui subissent une simple transformation lors d'un Lost, celui d'Ogami l'affaiblit jusqu'à l'évanouissement, le rendant totalement sans défenses pendant 24 heures. Après la résurrection du Code: Empereur son nouveau Lost rend son corps invisible. Sa devise, qu'il tient de son frère, est : « Œil pour œil, dent pour dent, mal pour mal… ».
Quand il était plus jeune, Ogami utilisait les sept flammes du purgatoire et connaissait Sakura, mais lors du 32 décembre, il se fit arracher le bras (par une autre personne que Sakura) provoquant ainsi sa mort. Ce n'est qu'avec sa greffe qu'il a pu revenir à la vie. Il perdit par la suite la mémoire de l'accident.
Ex Code:Breaker 01, Hitomi (人見, Hitomi)
Hitomi tentera de détruire Eden aux méthodes peu humaines duquel il s'oppose avant d'être arrêté par les Code:Breakers. Avant de mourir du Code:End, une mort touchant les utilisateurs de pouvoir, il donnera à Sakura une clef permettant de trouver la boîte de Pandore. Son pouvoir est l'électricité. Sa devise était : « Œil pour œil, dent pour dent et pour le mal, l'impartialité de la foudre ! ».
Ex Code:Breaker, Nenene Fujiwara (藤原 寧々音, Fujiwara Nenene)
Grande sœur de Toki et fille du premier ministre Fujiwara. Elle perdit ses pouvoirs ainsi que sa mémoire en protégeant son frère contre Saechika lors de la précédente bataille contre les Re:Codes. Nenene aussi est un Joker de l'Eden. La forme qu'elle possède actuellement est en fait sa Lost form. Elle ressemble beaucoup à son frère, ayant les mêmes cheveux blonds et les yeux vairons. Son œil bleu lui vient de son frère.

### Re:Code
Les Re:Code sont une force d'opposition à Eden fondé par l'ex Code:Seeker, ou « Sagashimono », frère d'Ôgami.
Ex Code:Seeker, « Sagashimono » (｢捜シ物｣, Sagashimono)
« Sagashimono », littéralement « La personne recherchée ». Il est appelé ainsi au début de l'œuvre par les amis d'Ogami, son véritable nom n'a pas encore été dévoilé. Il est le frère adoptif d'Ogami et objet de sa haine. Il est à la recherche de la boîte de Pandore pour retrouver ses pouvoirs scellés. En plus d'être excellent au maniement de l'épée, il maîtrise deux pouvoirs dont la manipulation de l'espace. Après avoir récupéré ses pouvoirs, il retrouve son apparence adulte, aux cheveux longs et aux cicatrices sur le visage. Il est tué par Rei peu après.
Bien qu'ayant élevé durement Rei pour faire de lui une arme avant de l'abandonner, il se soucie de lui et met en place diverse méthodes pour le protéger après sa mort, dont notamment demander a Rui Hachiôji de rejoindre les Code:Breaker. C'est de lui dont Ogami tient sa devise « œil pour œil, dent pour dent, mal pour le mal ».
Sa forme de Lost est le renversement du temps, son corps revient à quand il était jeune. Lorsqu’il est en Lost, il est l'exacte réplique d'Ogami sauf que ses cheveux et vêtements sont blancs. Cela semble indiquer qu'il fait partie de la lignée du Code:Emperor même s'il n'a pas la maitrise des flammes.
Re:Code, Yukihina (雪比奈, Yukihina)
Son pouvoir est de manipuler les états physiques de l'eau, il faisait autrefois partie du trio qui se compose de Rui, lui-même et Koji. Il utilise généralement la glace pour se battre, bien qu'il maitrise aussi l'eau et la vapeur. C'est un mort-vivant car Heike lui a arraché le cœur (sa vie) il y a environ 100 ans, pour le punir de l'avoir trahi. Depuis, Yukihina ne cesse de vouloir tuer afin de récupérer sa vie et de redevenir mortel. Il faisait également, partie, il y a 100 ans de la première génération de Code:Breaker.
Sa vie lui est rendue par Heike, qui lui explique qu'il n'a jamais cessé de le considérer comme un ami, il qu'il ne souhaitait en réalité par qu'il meure.
Il devient une fille lors de son Lost.
Re:Code 03, Koji (虹次, Kōji)
Son pouvoir est le vide. On pensait que c'était lui qui avait « tué » la sœur de Toki mais c'est en fait Saechika. Il est très proche de Rui Hachiôji, qu'il a presque élevé (il l'a recueilli à environ huit ans). Il aime agir de manière très cool et toujours très calme. Rui semble amoureuse de lui.
Sa forme de Lost est un loup.
Re:Code, Rui Hachiôji (八王子 泪, Hachiōji Rui)
Future Code:Breaker 05, seule membre féminin des Codes:Breaker et appelée « Princesse » par ses collègues, elle maîtrise le pouvoir des ombres. On apprend plus tard que Rui est en réalité un re-code ayant infiltré Eden dans le but de protéger Ôgami. Elle est aussi une chanteuse célèbre connue sous le nom de « 8-Tears ». Malgré les apparences, Rui est attentionnée et timide.
Sa forme de Lost est une sirène.
Re:Code, Hajime Uesugi (上杉 萌, Uesugi Hajime)
Camarade de classe d'Ôgami et Sakura. Il est infiltré dans le but de protéger Ôgami, tout comme Rui. Il peut interchanger les positions d'objets qu'il aurait au préalable touché, ce qui inclut sa personne.
Lily (リリィ, Riry)
Possède le pouvoir de sécréter des substances toxiques, sous formes liquides ou gazeuses. Elle sera vaincue par Yûki. Au départ ennemie de Sakura et Ôgami, elle consentira à les aider quand Eden voudra les exécuter. Ayant un faible pour Ôgami (sans doute causé par sa ressemblance avec « Sagashimono » dont elle était folle car il l'avait embrassée), elle tentera de le séduire de nombreuses fois (sans succès) puis sera gênée par l'évidence des sentiments entre Sakura et Ôgami. Elle s'est faite maltraitée pendant toute son enfance à cause de son pouvoir, insultée et battue même par ses parents, elle en garde une rancœur à l'encontre de l'humanité tout entière. Elle a rejoint « Sagashimono » pour son désir de vengeance et aussi parce qu'il avait fait semblant de l'accepter telle qu’elle l'était alors qu'il la détestait et la trouvait inutile. Elle rejoint par la suite le camp de Sakura, pour la remercier de lui avoir fait découvrir la valeur de sa vie. Elle se transforme en papillon lors de son Lost.
Ryūichi Sendô (仙堂竜一, Sendō Ryūichi)
Possède le pouvoir de manipulation épithéliale, il peut ainsi modifier la texture de son corps (rendre son corps dur comme l'acier ou invisible, par exemple). Il sera vaincu et tué par Toki.

### Code:Name
Supérieurs aux Code:Breaker dans la hiérarchie d'Eden, ces derniers ne connaissent même pas leur existence. Par opposition aux codes Numbers répertoriés par un numéro, ils ont chacun un pseudonyme comme nom de code.
Code:Emperor (コード：エンペラー, Kōdo: Enperā)
L'un des cinq fondateurs d'Eden. Il maîtrise les sept flammes du purgatoire.
Actuellement scellé dans le bras gauche d'Ogami, seule chose qui retient ce dernier en vie, il partage ses pouvoirs avec son hôte moyennant certains sacrifices. Son âme étant incomplète, elle se matérialise d'abord sous la forme d'une flamme dotée de la parole puis sous celle d'un gamin arrogant et joueur coiffé d'une couronne. À plusieurs reprises il teste Rei afin que celui-ci lui prouve sa détermination et sa capacité à être le réceptacle du Code-Emperor, sans jamais que Rei ne le déçoive. Son vrai corps, proche du Code:End, est scellé dans la Boite de Pandore.
Sakurako Sakurakôji (桜小路 桜子, Sakurakōji Sakurako)
Elle est la mère biologique de Sakura et une des cinq fondateurs d'Eden. La première fois que nous la voyons, elle est armée d'un sabre. Elle est venue en aide à Ôgami par le biais de poupées humaines auxquelles elle aurait insufflé la vie : Inoichi était la gardienne de la boîte de Pandore et Hanoichi ramena les pouvoirs d'Ôgami lorsque la conscience du Code:Emperor s'était évanouie. Son pouvoir est la Vie.
Code:Revenger, Takatsu Aoba (高津 あおば, Takatsu Aoba)
Camarade de classe de Sakura et d'Ôgami. Meilleure amie de Sakura, elle tentera de la défendre lorsqu'Eden donnera l'ordre de la tuer. Elle infiltre l'école dans un premier temps pour surveiller Ôgami, ensuite lorsque celui-ci quittera Eden, le tuer. Elle en veut personnellement à Ôgami qui aurait exécuté sa tutrice. Elle peut faire retourner les objets qu'elle touche avec sa main à l'état dans lequel ils étaient précédemment. Nourrissant des sentiments pour Sakura, elle s'interposera entre elle et Ôgami quand elle se rendra compte qu'ils sont beaucoup plus proches.
Code:Closer, Saechika Hachiôji (八王子 冴親, Hachiōji Saechika)
Saechika est le frère porté disparu de Rui. Comme le Code:Seeker il possède deux pouvoirs : celui d'utiliser les ombres ainsi qu'un autre pouvoir inconnu. Venu prendre la vie d'Ogami, il ne pourra pas tenir face aux Re:Code, étant semblerait-il malade. Il sera finalement tué par Kagerô
Ex Code:Seeker, "La personne recherchée" (捜シ者, "Sagashimono")
Frère adoptif de Rei, c'est lui qui l'a élevé pour en faire l'arme qu'il est devenu. En tant que Code:Seeker, il faisait des recherches sur le Code:Emperor et venait en aide a la population, au nom de la justice. Cependant, il devint dangereux aux yeux d'Eden et fut trahi par l'organisation. Il est donc parti en emmenant avec lui Rei Ôgami dont le bras gauche contient de Code:Emperor, se jurant de désormais devenir le mal, plutôt que la justice.
Shigure (時雨, Shigure)
Code:Name infiltré au côté du Code:Seeker chez les Re:Code, à la défaite de ce dernier, il ramènera la boîte de Pandore à Eden. Ancien ami de Yûki et de Makoto, il a été élevé par Eden et porte un code barre à la place d'un de ses sourcils. Il contrôle les cendres.
Kagerô (影炎, Kagerō), Mishiru Kokumonji (黒門寺みしる, Kokumonji Mishiru)
Personne étrange parmi les Codes:Names, le visage recouvert d'un masque de « Nyanmaru » noir et ne communiquant que par des bandes de papier, Kagerou possède les mêmes pouvoirs qu'Ôgami. Il s'agit en fait de Kokumonji Mishiru, une jeune fille dans le même lycée que Sakura et Ôgami, elle appartient elle aussi au lignage de l'« Emperor » déchue. De nature innocente et craintive, elle se transforme du tout au tout et devient une Code:Name puissante et impitoyable, prête à tout pour tuer Ôgami si elle met son masque. Kagerou prétend qu'elle n'est que son instrument, elle est manipulée contre son gré. Elle connaissait Ôgami lorsqu'ils étaient enfants, ils s'étaient d'ailleurs fait la promesse de se marier quand ils seraient grands, il avait cependant fait la même promesse à Sakura enfant (il ne connaissait pas vraiment le sens du « mariage »). Il semble que Mishiru soit toujours amoureuse de lui. Les animaux sauvages (particulièrement les félins) sont très attirés par elle (elle se conduit un peu comme un animal) et vivent avec elle. Ogami finit par la libérer de son dédoublement de personnalité.

### Autres
Chibigami
« Chibigami » ou « Chibigami-kun » est en fait le surnom donné à Ôgami enfant. Il apparaîtra plusieurs fois dans des situations délicates et se révélera bien plus fort que sa « forme » adulte. Très orgueilleux, prétentieux, et aimant à donner des surnoms ridicules aux autres, il reste très gentil et honnête, valorisant la vie et la justice plus que tout autre chose. Il est adoré par « Petit chien » même s'il l'appelle « Serpillère » et le tord dans tous les sens.
Kanda Miyuki (神田 美幸, Miyuki Kanda)
Elle est l'enseignante principale de la classe d'Ogami et Sakura.
Derrière son apparence timide, pleurnicheuse et maladroite, elle est une agent d'Eden envoyée pour assister, protéger et informer Ôgami. Lorsqu'elle était enfant, elle a été témoin du meurtre de ses parents au cours d'un cambriolage, Hitomi lui a alors sauvé la vie en tuant les cambrioleurs. Elle a décidé de devenir un agent car elle l'admirait et était d'ailleurs son agent jusqu'à ce qu'Ôgami soit nommé Code:06. Il semblerait qu'elle était amoureuse d'Hitomi et sa mort l'a beaucoup touchée. Elle a été rappelée par Eden lorsque la « Chasse à l'Emperor » a été donnée, elle n'enseigne donc plus au lycée et on ne la voit plus depuis. Après la destruction d'Eden par les « Anges », elle est retournée au lycée et continue d'aider Ôgami. Elle se sacrifiera en aidant Yuki (dans les scan 217).
Haruto (春人, Haruto)
Haruto est un assassin manchot envoyé pour tuer Sakura, lors de sa première apparition. Avant cela, son chemin a déjà croisé celui d'Ôgami, il en a résulté la perte de son bras gauche qu'il s'est coupé pour échapper aux flammes. Vaincu par Ôgami, il sera une première fois sauvé par Sakura. Revenant plus tard sous les ordres d'Eden avec le pouvoir de la transformation grâce à la Boîte de Pandore pour tuer Ôgami, et de nouveau vaincu, il sera cette fois épargné par celui-ci. Eden tentera ensuite de l’exécuter mais il s'échappera grâce à l'aide de Shibuya. Malgré son aspect cruel et avide, il élève des enfants abandonnés pour éviter qu'il ne devienne comme lui.
Le président Shibuya (渋谷, Shibuya)
Il semble être le vrai père de Sakura,le président et le directeur du lycée Kibou. C'est aussi une espèce rare et se cache sous un costume de « Nyanmaru ». C'est celui qui dirige le Manoir Shibuya et l'entraînement des Code:Breakers, bien qu'il ait toujours l'air inoffensif et joyeux, il est extrêmement fort et peut se montrer très sérieux. Son visage est toujours masqué, que ce soit par son déguisement intégral ou par une casquette.
Maéda
Un lycéen ami de Sakura. Il connait Aoba et Uesugi depuis l'enfance. Il apprendra la vérité au sujet des codes Breakers. Il est un ami fidèle à Sakura, Aoba et Ogami. Il tentera d’arrêter la mission vengeance d'Aoba sur Ogami. Il continuera de soutenir ses amis à travers leurs épreuves quand il le pourra.
Tsubomi
Une lycéenne et la meilleure amie d'Aoba et très proche de Sakura. À l'arrivée d'Ogami, elle croit que Sakura et lui forment un couple. Lors de l'affrontement de Yuki et Ogami dans le lycée, elle découvre la vraie nature d'Ogami d'abord traumatisée, elle décide plus tard de le défendre contre son ennemi. Quand la vérité éclate sur Aoba elle n'arrive pas à y croire. Plus tard elle continue de soutenir Sakura et Ogami dans leur combat même si elle ne comprend pas tout ce qui se passe.
Gotoku (桜小路 剛徳, Sakurakōji Gōtoku) et Yuki Sakurakoji (桜小路 ゆき, Sakurakōji Yuki)
Parents adoptifs de Sakura. Ils se montrent très protecteurs envers leur fille. Gotoku dirige les yakuza et a un passé trouble : lors d'une bagarre, une balle qui le visait a tué une femme et son fils, le père de l'enfant décida plus tard de tuer lui aussi sa famille mais Ogami régla le problème. Yuki quant à elle est d'apparence très jeune et est souvent comparée à la sœur de Sakura. C'est est aussi une fan de cosplay.

## Univers
Code:Breakers ou Code:Numbers
Soldats d'Eden, ils en viennent à oublier leur existence au nom de la justice d'Eden. Ils sont numérotés de 1 à 6 par ordre de puissance. Ils ont pour mission de faire disparaître le "mal" en tuant les criminels, et ce, uniquement sur ordre.
En réalité, ils s'avéreront avoir chacun un but, caché derrière leur appartenance à Eden, qu'ils ne peuvent réaliser que de cette manière.
Chacun d'entre eux possède un pouvoir dont nous ignorons encore la provenance, pouvoir à double tranchant qui les amène à disparaître. Ils ont chacun une devise différente commençant par "ɶil pour œil, dent pour dent".
Code:End
Une mort touchant uniquement les utilisateurs de pouvoirs puisque lesdits pouvoirs, s'ils sont trop utilisés, finissent par se retourner contre leurs utilisateurs. En effet, la source d'un pouvoir spécial étant la vie elle-même, plus on utilise son pouvoir, plus on raccourcit sa vie.
C'était une vérité cachée à certains Code:Breakers juste qu'à ce que Hitomi la révèle avant de mourir à cause du Code:End.
Code:Names
Supérieurs aux Code:Breaker dans la hiérarchie d'Eden, ces derniers ne connaissent même pas leur existence. Par opposition aux codes Numbers répertoriés par un numéro, ils ont chacun un pseudonyme comme nom de code. Ils ont souvent deux pouvoirs.
Eden
Il s'agit de l'organisation qui "emploie" les Code:Breakers et les Code:Names, elle a été créée par ses cinq fondateurs (qui sont encore à sa tête aujourd'hui) il y a environ 100 ans dans le but d'instaurer un monde parfait sans criminel, sans "mal", un vrai "Eden".
Elle est actuellement dirigée par le premier ministre Fujiwara et il semble qu'elle se soit quelque peu écartée de ses objectifs idéalistes.
Hybride
Être né de la relation entre une espèce rare et un utilisateur de pouvoir. Rei Ôgami et Sakura Sakurakôji sont actuellement les seuls hybrides confirmés.
Négation
C'est la réaction causée par le mélange du sang d'un hybride ou d'un utilisateur de pouvoir et d'une espèce rare. Elle est très puissante (une seule goutte de sang réussit à détruire une grande table et une partie du sol) et peut s'apparenter à une explosion ou de l'acide.
La boîte de Pandore
Il a été récemment révélé que cette fameuse boîte contiendrait en fait la Négation de toutes les personnes présentes le 32 décembre, c'est Sakura qui l'a créé et est parvenu à enfermer la Négation à l'intérieur. Elle peut aussi donner des pouvoirs spéciaux à ceux qui n'en ont pas à l'origine et en contenir d'autres.
Parmi ceux-ci se trouvent le pouvoir original de Toki, celui de Sagashimono et le corps du Code:Emperor.
Dark Side
C'est le côté "sombre", atroce et terrifiant du pouvoir des ombres. Rui avait réussi à échapper à l'accident de voiture qui avait coûté la vie de ses parents grâce à son "Dark Side" et Saechika, plein de haine après l'accident, s'est laissé gouverné par celui-ci. Dotée d'une volonté propre, ces ombres peuvent choisir d'aider ou de manipuler leurs porteurs afin de gagner en puissance.
Elles se nourrissent des sentiments négatifs de leur porteur mais sont également renforcées par les sentiments positifs.

## Manga
La série a débuté dans le numéro 27 du magazine Weekly Shōnen Magazine sorti le 4 juin 2008, et le premier volume relié est publié par Kōdansha le 17 octobre 2008. Le dernier chapitre est paru le 17 juillet 2013, et le 26e et dernier volume est sorti le 17 septembre 2013.
La version française est éditée par Pika Édition depuis février 2011.

## Anime
L'adaptation en série télévisée d'animation est annoncée dans le magazine Weekly Shōnen Magazine en septembre 2011. Elle est produite par le studio Kinema Citrus avec une réalisation et un scénario de Yasuhiro Irie et une composition de Takayuki Hattori. L'anime est diffusé du 6 octobre 2012 au 22 décembre 2012 au Japon. Par ailleurs, trois OAD accompagnent les éditions limitées des tomes 22, 23 et 24 au Japon.
La plateforme française de streaming et de téléchargement d'anime légale Wakanim a diffusé l'anime en simulcast sur leur site à partir du 9 octobre 2012.

### Liste des épisodes
| No | Titre français                                    | Titre japonais           | Titre japonais                      | Date de 1re diffusion |
| No | Titre français                                    | Kanji                    | Rōmaji                              | Date de 1re diffusion |
| -- | ------------------------------------------------- | ------------------------ | ----------------------------------- | --------------------- |
| 1  | Le jugement d'un dieu grandiose                   | 大いなる神の審判         | Ooi Naru Kami no Shinpan            | 6 octobre 2012        |
| 2  | Le feu bleu de la spirale qui explose             | 燃え咲く螺旋の青い花     | Moe saku rasen no aoi hana          | 13 octobre 2012       |
| 3  | La fureur du courage, le marteau sculpté          | 怒れる勇気・刻まれる鉄槌 | Okoreru yūki ・ Kizama reru tettsui | 20 octobre 2012       |
| 4  | Le cri de guerre                                  | 時の声                   | Toki no koe                         | 27 octobre 2012       |
| 5  | Le festin des souhaits                            | 死者には永遠の眠りを     | Shisha ni wa eien no nemuri o       | 3 novembre 2012       |
| 6  | Lost One                                          | ロストワン               | Rosuto Wan                          | 10 novembre 2012      |
| 7  | Sakura, dans la lumière                           | 桜、光の中に             | Sakura, hikari no nakani            | 17 novembre 2012      |
| 8  | Le Roi et le soldat, l'enfant et la maison        | 王と兵、子と家           | Ō to hei,-ko to ie                  | 24 novembre 2012      |
| 9  | Le temps stoppé                                   | 止まった時間             | Tomatta jikan                       | 1er décembre 2012     |
| 10 | Le monde que voient les gens                      | 人の見る世界             | Hito no miru sekai                  | 8 décembre 2012       |
| 11 | Les cinquante mille otages                        | 5万人の人質              | Go man nin no hitojichi             | 15 décembre 2012      |
| 12 | Le démon, le dieu, les gens et Sakura qui observe | 魔王・神と人・見守る桜   | Maou, kami to hito, mimamoru Sakura | 22 décembre 2012      |
| 13 | Le dieu et la fleur qui éclot                     | 神と咲く花               | Saishū Hanashigami to Saku Hana     | 22 décembre 2012      |

### Génériques
| Génériques | Épisodes | Début      | Début     | Fin        | Fin              |
| Génériques | Épisodes | Titre      | Artiste   | Titre      | Artiste          |
| ---------- | -------- | ---------- | --------- | ---------- | ---------------- |
| 1          | 1 – 13   | DARK SHAME | GRANRODEO | WHITE CROW | Kenichi Suzumura |

### Doublage
| Personnage                | Voix japonaise     |
| ------------------------- | ------------------ |
| Rei Ôgami                 | Nobuhiko Okamoto   |
| Sakura Sakurakôji         | Yôko Hikasa        |
| Toki                      | Kenichi Suzumura   |
| Yûki Tempoin              | Toshiyuki Toyonaga |
| Masaomi Heike             | Subaru Kimura      |
| Rui Hachiôji              | Mitsuki Saiga      |
| Hitomi                    | Shinichiro Miki    |
| Nenene Fujiwara           | Yukana             |
| Premier ministre Fujiwara | Jouji Nakata       |
| Aoba Takatsu              | Eri Sendai         |
| Mlle Kanda                | Yûko Kaida         |